# PROSPERO
|  | Denne artikel er oprettet af botten Steenthbot ud fra en ekstern database. Den kan derfor have sproglige fejl eller mangler. Denne skabelon kan fjernes efter kontrol af indholdet. |

PROSPERO er en dansk børnefilm fra 2016 instrueret af Sune Kofod Maglegaard.

## Handling
I en nær fremtid har en frygtelig pest kaldet Den Røde Død lagt landet øde. I et forsøg på at redde sig selv sniger parret David og Alice sig ind til en fest hos elitær gruppe af mennesker ledet af en mand kaldet Prospero. De håber, at det at blive en del af denne elite kan redde dem fra pesten. Festen udvikler sig imidlertid anderledes, og det bliver klart for især David, at de ikke hører til blandt disse mennesker, som blot leger kis pus med dem. Men det indser han for sent, og Den Røde Døds spøgelse ankommer til festen og gør det af med alle de festdeltagerne.

## Medvirkende
- Sinor Soltani, David
- Mikela Mann, Alice
- Lucas Alexander, Prospero
- Eja Due, Juliana